# Варакин, Иван Прокофьевич
Иван Прокофьевич Варакин — советский хозяйственный, государственный и политический деятель, комбайнёр Большевистской МТС Ташлинского района Чкаловской области. Герой Социалистического Труда (1951).

## Биография
Родился в 1912 году. Член ВКП(б) с года.
С 1924 года — на хозяйственной, общественной и политической работе. В 1924—1972 гг. — работал по найму, вступил в колхоз, тракторист, комбайнер Большевистской машинно-тракторной станции (МТС) Ташлинского района Оренбургской области, заместитель директора ремонтно-технической станции, инспектор гостехнадзора производственного управления сельского хозяйства Ташлинского райисполкома.
В 1950 году работал вместе с напарником Николаем Малым. Комбайнёры стали инициаторами областного социалистического соревнования под девизом: «Образцово подготовимся и отлично проведём уборку урожая!» и приняли коллективное социалистическое обязательство на сцепке из двух комбайнов обработать не менее 3000 гектаров посевных площадей и добиться суточной выработки не менее 100 гектаров. За 25 дней страды они намолотили 8983 пудов зерновых на каждый комбайн. Эти показатели стали лучшими трудовыми достижениями в областном социалистическом соревновании среди комбайнёров. Указом Президиума Верховного Совета СССР от 25 апреля 1951 года «за достижение высоких показателей на уборке и обмолоте зерновых культур в 1950 году» удостоен звания Героя Социалистического Труда с вручением Ордена Ленина и золотой медали Серп и Молот.
Избирался депутатом Верховного Совета СССР 2-го созыва. Лауреат Сталинской премии 1951 года.